# 228409 Bobjensen
228409 Bobjensen è un asteroide della fascia principale esterna. Scoperto nel 2001, presenta un'orbita caratterizzata da un semiasse maggiore pari a 2,912224 UA e da un'eccentricità di 0,057376, inclinata di 10,826461° rispetto all'eclittica. Ha un diametro di 5,031 km e un'albedo di 0,070.
Robert R. Jensen è un tecnico statunitense specializzato specializzato nella progettazione, collaudo, integrazione e analisi delle prestazioni di sistemi radar, compresi i sistemi di comunicazione satellitare. Ha lavorato a numerose missioni, tra cui TOPEX, GeoSat, NEAR, TIMED e New Horizons.